# Pezicula scoparia
Pezicula scoparia är en svampart som först beskrevs av Mordecai Cubitt Cooke, och fick sitt nu gällande namn av Dennis 1960. Pezicula scoparia ingår i släktet Pezicula och familjen Dermateaceae.   Inga underarter finns listade i Catalogue of Life.